# Camil Petrescu
Camil Petrescu   (Bucarest, 9 d'abril de 1894 (Julià) - Bucarest, 14 de maig de 1957) va ser un novel·lista, assagista i dramaturg romanès. Marca el final de l'era de la novel·la tradicional i posa les bases per a la novel·la romanesa moderna.

## Biografia
Camil Petrescu perd els dos pares quan era petit i és criat per un familiar proper (o per una mainadera del districte de Moșilor).
Petrescu va anar a l'escola primària d'Obor, després al Col·legi nacional Saint-Sava, on va escriure el seu primer poema. Extremadament pobre, estudia assíduament i treballa per satisfer les seves necessitats. Només als 29 anys va començar a estudiar filosofia a la Universitat de Bucarest. El seu antisemitisme és controvertit, ja que entre els seus amics hi ha jueus com Mihail Sebastian.].
El 1916 fou cridat i enviat als camps de batalla de la Primera Guerra Mundial, on fou ferit i presoner per Àustria-Hongria. Alliberat el 1918, descriu les seves experiències a la novel·la Última nit d'amor, primera nit de guerra. El 1933 va escriure El llit de Procrustes. És professor a Timișoara i director del Teatre Nacional de Bucarest. Es va convertir en membre de l'Acadèmia Romanesa el 1947.

## Obra dramàtica
- Jocul ielelor (La dansa de les fades). 1916
- Act veneţian (Acte venecià)
- Suflete tari (Ànimes fortes). 1925
- Mioara o Danton Balcescu. 1949
- Caragiale în vremea lui (Caragiale en el seu temps). 1957
- Mitică Popescu 1928
- Iata femeia per care o iubesc (Vet aquí, la dona que estimo)
- Profesor dr. Omu vindeca de dragoste. 1944

## Filmografia
- Patul li Procust (2001)
- Cei care plătesc cu viața (1991)
- Mitică Popescu (1984) (teatre)
- Iată femeia pe care o iubesc (1981) (TV) (teatre)
- Ultima noapte de dragoste (1979)